# 아랍 팝

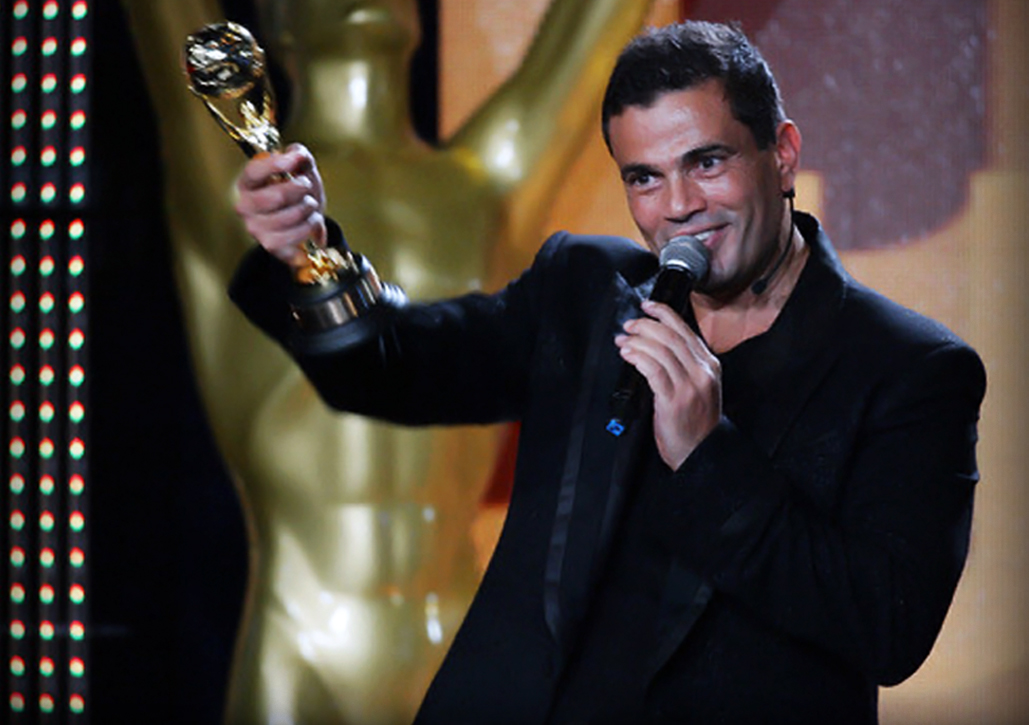
이집트 팝스타 암르 디아브

아랍 팝(Arabic pop music)은 팝 음악과 아랍 음악의 하위 장르이다.
아랍 팝은 이집트 카이로에서 주로 생산되고 기원하는데, 이집트 음악 장르가 이 지역 내에서 단연코 가장 널리 퍼져 있기 때문이다. 또한 베이루트, 레바논, 걸프 국가들이 부차적인 중심지로 온다. 그것은 카이로에 위치한 아랍 영화 산업(주로 이집트 영화)의 산물이기도 하다. 2000년 이후 걸프 국가들의 다양한 곳에서 칼리지 팝 음악이 생산되고 있다.
주요 스타일은 팝 멜로디와 다양한 아랍 지역 스타일의 요소를 종합적으로 결합한 장르로, 우그니야(아랍어: أغنية) 또는 영어로 "노래"라고 불린다. 그것은 전통적인 중동 악기뿐만 아니라 전기 기타 또는 전자 키보드를 포함하여 매우 다양한 악기를 사용한다
아랍 팝의 또 다른 특징적인 면은 곡들의 전체적인 음색과 분위기이다. 대부분의 곡들은 단조로운 키로 되어 있으며, 가사는 그리움, 우울함, 다툼, 일반적인 사랑 문제에 초점을 맞추는 경향이 있다.

## 같이 보기
- 라이 (음악)
- 아랍 음악
- 나쉬드